# ニッポノサウルス
ニッポノサウルス（学名：Nipponosaurus）は、1934年（昭和9年）に、樺太庁豊栄郡川上村竜ヶ瀬層群で発見されたハドロサウルス科の恐竜。白亜紀後期の約8,300万 - 8,000万年前とされる地層より産出した。ヒパクロサウルス属に近縁と考えられている。ニッポンリュウ（日本竜）とも呼ばれる。

## 発見

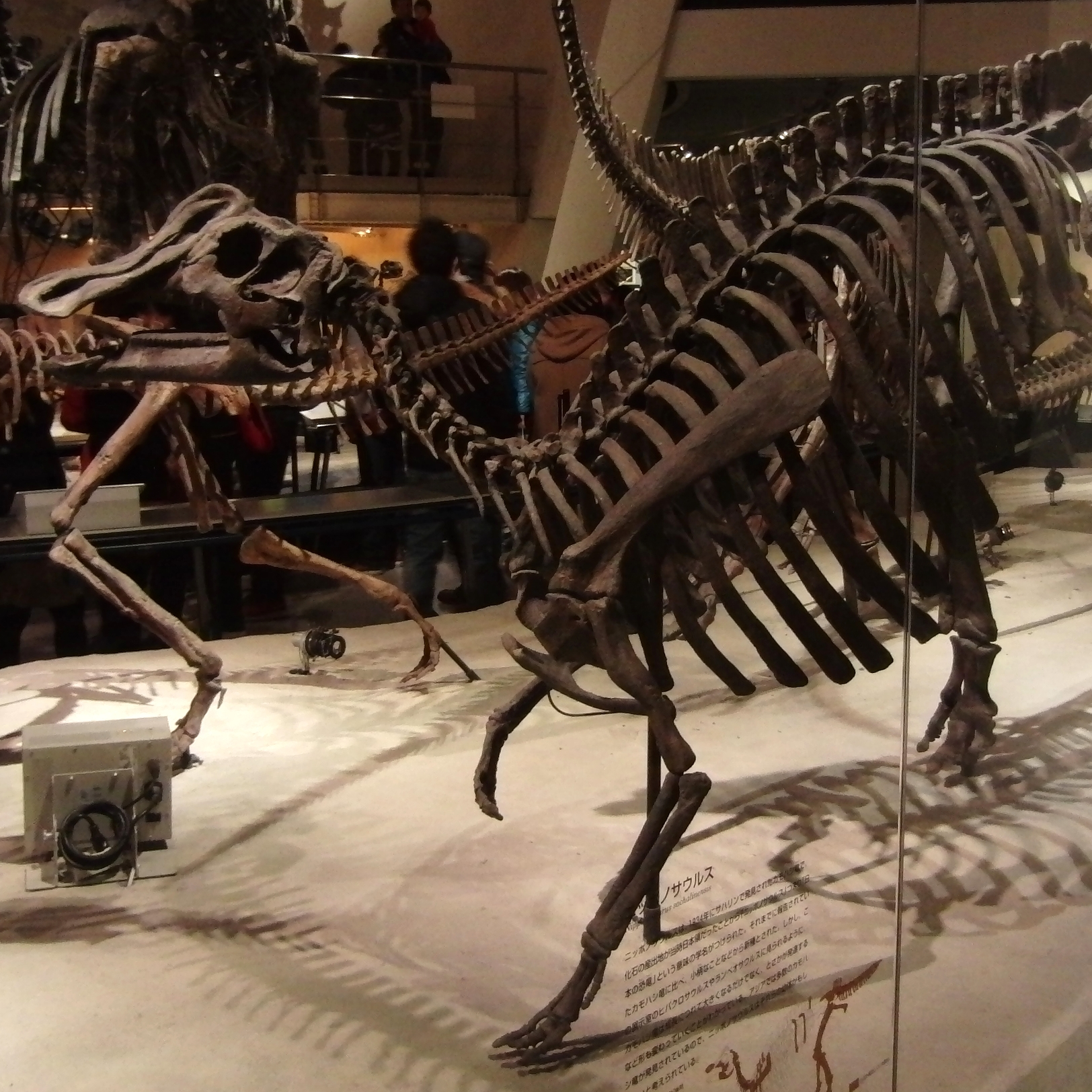
ニッポノサウルスの骨格標本（国立科学博物館の展示）

化石は、三井鉱山川上炭鉱施設内の病院建設現場から発見された。命名者は北海道帝国大学教授、長尾巧。発掘された化石は頭骨の一部、骨盤、腰椎、後脚など、全身の約40%が得られている。産出層は白亜紀に形成された海成層であり、死後、死体が海浜に移動したか、海岸で死亡したとされている。日本人によって研究、記載されたはじめての恐竜である。模式標本は北海道大学に保管されている。

## 形態
体長約4メートル、体重約1トンと推定されるが、その後の調査で2、3歳の幼体の化石と現在は考えられているため、成体になるとさらに大きくなると考えられている。また、その為とさかが小さいことがわかった。大腿骨遠位部（膝関節側）には腱を通すための溝が深くトンネル状になっており、腱が抜けない様になっていた。これは、高速走行に適した形態であったと推定されている。また、坐骨先端の突起から、ランベオサウルス亜科に近縁と判断された。

## 研究史
1934年に発見され長尾が研究したが、その後70年ほど特に研究は進んでいなかった。2000年代になり、北海道大学の大学院生が再研究を行い、亜成体であり北米の恐竜に近いと仮説を立てた。2017年には同大学の別の院生が、最低3歳でありヨーロッパの種に近いと仮説を立てた。
全身復元は2000年に3体作られ、北海道大学、国立科学博物館、福井県立恐竜博物館に展示されていた。研究成果をもとに北海道大学の骨格は復元しなおされ、4号骨格がサハリン州郷土博物館に送られた。